# آنچه تو را نمی‌کشد
آنچه تو را نمی‌کشد (به انگلیسی: What Doesn't Kill You) یک درام جنایی آمریکایی محصول سال ۲۰۰۸ است که براساس داستان واقعی زندگی برایان گودمن کارگردان فیلم ساخته شده است. این فیلم با بازی ایتان هاوک و مارک روفالو برای اولین بار در جشنواره بین‌المللی فیلم تورنتو ۲۰۰۸ به نمایش درآمد و در دسامبر ۲۰۰۸ به دلیل رکود اقتصادی، شرکت پخش کننده با مشکلاتی روبرو شد و در نتیجه فیلم و مجموعه تلویزیونی اقتباسی ان‌بی‌سی، در مقیاس بسیار کمی اکران شد.

## داستان
هاوک و رافلو نقش دوستان دوران کودکی پائولی و برایان را بازی می‌کنند که مجبور می‌شوند در یک خیابان دزدی کوچک در خیابان‌های سخت جنوب بوستون زنده بمانند. آنها به یک باند محلی از جنایتکاران پیوستند، اما برایان سخت می‌تواند کار و دوستی خود را با پائولی و رابطه‌اش با همسرش (آماندا پیت) و پسران خود آشتی دهد.

## بازیگران
- ایتن هاک
- مارک روفالو
- آماندا پیت
- دانی والبرگ
- آنجلا فیدراستون
- ویل لیمن
- لیندزی مک کئون
- برایان کانلی
- برایان گودمن